# Акули (фільм, 1999)
«Аку́ли» (англ. Shark Attack) — психологічний трилер з елементами жаху, телефільм 1999 р. режисера Боба Місіоровські з Каспером ван Діном, Дженні Макшейном й Ерні Хадсон у головних ролях. Фільм містить мало сцен на екрані нападів акули, проте сцени нападів на туристів, які звісили ноги в воду, реалістичні і можуть відповідати документально зафіксованим випадкам нападу акул на людей. 

## Сюжет
Стівен Макрей (Каспер ван Дін), морський біолог, відправляється в невелике африканське поселення рибалок для розслідування серії нападів акул, і виявляє, що акули — не єдина проблема. Останньою жертвою морських убивць став фахівець Морського Дослідницького Центру, викрадений невідомими людьми і згодованим акулам. Розслідування цього звірячого вбивства приводить друга загиблого в лабораторію Центру, де розроблялася протиракова вакцина. Місцева мафія викрала технологію її виробництва і, вводячи сироватку в тіло акул, викликала у них дику агресію. Відчайдушному біологу належить найжорстокіша сутичка з мафією на землі і з пануючими під водою чудовиськами.

## Ролі
- Каспер ван Дін — Стівен Макран
- Ерні Хадсон — Лоуренс Родес
- Дженні Макшейн — Корін Десантіс
- Бентлі Мітчум — Доктор Майлз Крейвен
- Тоні Капрари — Мані
- Пол Дітчфілд — Професор Букман

## Продовження
Існує три продовження. Акули 2 випущений у 2001 р., Акули 3: Мегалодон — у 2002 р., і Територія акул — у 2004 р. Другий фільм коротко згадує події першого, в той час як третій ігнорує перші два фільми повністю.